# Белохвостиков, Евгений Сергеевич
Евге́ний Серге́евич Белохво́стиков (1 февраля 1992, Заволжье, Россия) — российский хоккеист, защитник. В настоящее время является свободным агентом. Воспитанник заволжского хоккея.

## Карьера
Белохвостиков является воспитанником заволжского клуба «Мотор». Перед переездом в Нижний Новгород поиграл несколько лет в системе московских «Крылья Советов». С сезона 2009/10 Евгений начал выступать за команду «Чайка» в Молодёжной хоккейной лиге (МХЛ). В первый сезон он провёл 55 матчей, в которых отметился двумя результативными передачами. Только в следующем сезоне защитник открыл счёт своим голам в МХЛ, забросив шайбу в ворота «Риги». В сезонах 2011/12 и 2012/13 Белохвостиков показал более результативную игру, набирая 19 и 27 очков соответственно.
В сезоне 2013/14 Белохвостиков уже не мог играть в МХЛ из-за возраста. Он проводил предсезонную подготовку в нижегородском «Торпедо». По итогам предсезонных турниров Евгений сумел закрепиться в составе «автозаводцев». Белохвостиков дебютировал в Континентальной хоккейной лиге (КХЛ) уже 6 сентября, когда «Торпедо» проводило стартовый матч сезона против «Салавата Юлаева». Евгений стал регулярно выходить на лёд в составе нижегородцев. Во время ноябрьской паузы в КХЛ его вместе с четырьмя одноклубниками отправили играть в фарм-клуб в ВХЛ — «Саров». В ВХЛ защитник провёл в сезоне только 8 матчей. Белохвостиков за исключением двух игр сыграл во всех матчах «Торпедо» в сезоне. Он также провёл 7 матчей в плей-офф, которые, как и в регулярном чемпионате, завершил с положительным показателем полезности — «+1». По окончании сезона «Торпедо» продлило контракт с защитником на два года.
Несмотря на новое соглашение с клубом, в августе 2014 года Белохвостиков вместе с Александром Макаровым был обменян «Торпедо» в новокузнецкий «Металлург» на выбор в 4 и 5 раундах драфта КХЛ 2015 года. Президент «автозаводцев» Олег Кондрашов отметил, что игрокам не нашлось бы места в «Торпедо». За новокузнецкий клуб защитник провёл 35 матчей, в которых отметился результативным пасом при показателе полезности «−15». По завершении сезона «Торпедо» вернуло Евгения в команду, совершив обмен с «Металлургом». В межсезонье игрок тренировался в составе «автозаводцев», но закрепиться в основной команде не сумел. Сезон 2015/16 начал в клубе ВХЛ «Саров», но после пяти проведённых матчей перешёл в «Амур» в результате обмена.
В состав дальневосточного клуба Белохвостиков пробиться не сумел, и был отправлен в фарм-клуб «Звезда-ВДВ». В этом клубе защитнику не удалось поиграть долгое время, так как руководство ВХЛ исключило «Звезду-ВДВ» из состава участников лиги из-за финансовых проблем. «Амур» не рассчитывал на Белохвостикова после закрытия фарм-клуба, расторгнув с ним контракт. Игрок недолго оставался без команды, уже в ноябре заключив соглашение с клубом ВХЛ «Сокол».

## Статистика
| Легенда | Легенда                    | Легенда | Легенда                   | Легенда | Легенда    |
| ------- | -------------------------- | ------- | ------------------------- | ------- | ---------- |
| И       | Количество проведённых игр | Штр     | Штрафное время            | +/−     | Плюс-минус |
| Г       | Голы                       | П       | Голевые передачи          | О       | Очки       |
| -       | Статистика неизвестна      | —       | Статистика не учитывалась |         |            |

### Клубная
- Статистика приведена по данным сайтов Eliteprospects.com и Eurohockey.com.

### Комментарии
1. ↑  «Автозаводцы» является прозвищем нижегородского «Торпедо».